# QB's Finest
Nas and Ill Will Records Present QB's Finest este o compilatie din 2000. Pe album apare Nas impreuna cu alti artisti, printre care Mobb Deep, Nature, Nashawn, Littles, The Bravehearts si Cormega.

## Lista Melodiilor:
1. "Intro" - interpretata de The Bravehearts
2. "Da Bridge 2001" - interpretata de 	Capone, Cormega, Marley Marl, MC Shan, Millennium Thug, Mobb Deep, Nas, Nature, Tragedy Khadafi.
3. "We Live This" - interpretata de Big Noyd, Havoc, Roxanne Shante
4. "Real Niggas" - interpretata de Nas, Ruc
5. "Find Ya Wealth" - interpretata de Nas
6. "Straight Outta Q.B." - interpretata de Cormega, Jungle, Poet
7. "Oochie Wally (Remix)" - interpretata de Nas, The Bravehearts
8. "Out Way" - interpretata de Capone-N-Noreaga, Iman Thug
9. "Fire" - interpretata de Nature
10. "Power Rap" (Freestyle Interlude) - interpretata de Prodigy
11. "Streets Glory" - interpretata de Nas, Pop
12. "We Break Bread" - interpretata de Chaos, Craig G., Littles, Lord Black
13. "Money" - interpretata de Mr. Challish
14. "Self Conscience" - interpretata de Nas, Prodigy
15. "Die 4" - interpretata de Infamous Mobb
16. "Kids in Da P.J.'s" - interpretata de Millennium Thug, Nas, The Bravehearts
17. "Teenage Thug" (Bonus Track) - interpretata de Millenium Thug, Nas

## Performante in topuri
Albumul a ajuns pe locul 53 in Billboard 200 si pe 10 in Top R&B/Hip Hop Albums.
Da Bridge 2001 a ajuns pe locul 17 in Hot Rap Singles, iar Oochie Wally pe 26 in Billboard Hot 100, pe 1 in Hot R&B/Hip-Hop Singles & Tracks, pe 2 in Hot Rap Singles, pe 6 in Rhythmic Top 40 si pe 96 in Top 40 Tracks.